# Antsiranana
Antsiranana (nota fino al 1975 come Diego Suarez e talvolta chiamata "La perla del Nord") è la più grande città del nord del Madagascar, e capitale della provincia omonima. Il suo sorgitore è il terzo più importante del paese (il nome "Antsiranana" significa letteralmente "Il Porto"). È situata all'estremità settentrionale dell'isola, nella baia naturale omonima, la seconda più grande del mondo.

## Storia
L'esploratore portoghese Diego Suárez approdò nella Baia di Antsiranana nel 1543. Alcuni anni dopo vi giunse un altro portoghese, Hernan Suarez, che vi fondò un insediamento, battezzandolo col nome dell'esploratore che lo aveva preceduto.
Riguarda la zona di Antsiranana anche l'ipotetica nazione di Libertalia, una comunità utopico-anarchica che sarebbe stata fondata alla fine del XVII secolo da un prete italiano di nome Angelo Caraccioli e da un pirata francese di nome Olivier Misson. Libertalia avrebbe anticipato di un secolo e mezzo gli stati europei nell'abolizione della schiavitù, per essere poi distrutta dalle popolazioni malgasce limitrofe. Gli studiosi moderni tendono a mettere in dubbio l'esistenza di questa insolita repubblica, citata in Una storia generale dei più noti pirati"di Charles Johnson.
Negli anni 1880, i francesi iniziarono a fare pressioni per ottenere il controllo della baia, allo scopo di costruirvi una stazione di rifornimento di carbone per le navi a vapore. Il 17 settembre del 1885 la regina Ranavalona III concesse ai francesi di prendere la baia e il territorio circostante come protettorato (lo stesso trattato concesse ai francesi anche il controllo di Nosy Be e l'isola di St. Marie). Questa cessione fu di fatto il primo passo verso l'annessione dell'intero Madagascar da parte della Francia.
Nel 1942, quando gli inglesi invasero il Madagascar per prevenire l'occupazione giapponese (in seguito alla caduta della Francia), Antsiranana fu uno dei principali punti d'accesso utilizzati dalle forze britanniche.

## Popolazione e cultura
A causa della sua posizione e della sua importanza come punto d'ingresso in Madagascar dall'Oceano Indiano, Antsiranana ha una popolazione di origine etnica e culturale estremamente varia. La città conta circa 80 000 abitanti, divisi fra Sakalava, Antankarana, francesi, arabi, cinesi e comoriani.
L'architettura della città è coloniale; spiccano in particolare il vecchio mercato coperto e l'Hotel de la Marine. Antsiranana è sede di una Università.

## Economia
L'economia della città ruota in gran parte attorno all'attività di export che avviene attraverso il porto. Di qui merci come caffè, mais, arachidi, bestiame o sale, provenienti dall'entroterra, vengono imbarcate verso varie destinazioni (la Spagna è una delle principali).
Antsiranana ospita anche molti turisti che fanno tappa in città per visitare i parchi naturali circostanti. La presenza di turisti ha dato un nuovo rilievo a un'altra attività tradizionale di Antsiranana, ovvero la produzione di articoli di artigianato fatti con corna di zebù o con i carapaci di tartaruga.

## Infrastrutture e trasporti
La città è servita da un aeroporto (Aeroporto di Antsiranana-Arrachart codice IATA: DIE), con voli giornalieri verso la capitale Antananarivo e Nosy Be.